# Biedrzychowice-Pasternik
Biedrzychowice-Pasternik – nieczynna wąskotorowa stacja kolejowa w Pasterniku, w gminie Bogatynia, w powiecie zgorzeleckim, w województwie dolnośląskim, w Polsce. Została otwarta w 1884 roku. Zlikwidowana została w 1964 roku. Obecnie na miejscu przystanku znajduje się odkrywka Kopalni Węgla Brunatnego Turów.